# Церква Святої Терези Авільської (Схарбек)
Церква Святої Терези Авільської (фр. L'église Sainte-Thérèse d’Avila, нід. Sint-Theresia van Avila-Kerk) — католицький храм в Брюсселі (Бельгія). 

## Історія
Будівництво храму в неороманському стилі почалося в 1932 році. Після завершення будівництва храм був освячений на честь святих Терези Авільскої і Аліси. Коли в 1954 році був побудований новий храм Святої Аліси, парафія стала носити ім'я тільки Терези. Парафія Святої Терези входить у деканат Мейзер.